# Lista över studentnationer i Lund
Detta är en lista över studentnationer för studerande vid Lunds universitet. Nationerna i Lund listas alltid enligt en hävdvunnen Nationsordning, en ordning som inte bygger på nationernas egen ålder utan på åldern på det stift med vilken nationen geografiskt sammanhör. Denna i dag till synes märkliga koppling var under 1800-talet och tidigare mer naturlig då gymnasier endast fanns i stiftsstäderna och därför nästan samtliga studenter kom till universitetet direkt från en sådan stad. Sedan 1970-talet existerar dock inget krav på hembygdsanknytning för att söka till någon nation.
De skånska nationernas inbördes nationsordning bygger på avståndet till domkyrkan i Lund alltsedan Skånska nationen splittrats i fem skånska nationer 1890. Därför är ordningen Lund - Malmö - Helsingkrona - Sydskånska - Kristianstad.

## I dag existerande nationer i Lund
- Östgöta nation
- Västgöta nation
- Smålands nation
- Lunds nation
- Malmö nation
- Helsingborgs-Landskrona nation (Helsingkrona nation)
- Sydskånska nationen (fram till 1954 Ystads nation)
- Kristianstads nation
- Blekingska nationen
- Göteborgs nation
- Hallands nation
- Kalmar nation
- Wermlands nation

Samtliga nationer i Lund förutom Smålands samverkar inom ramen för det så kallade Kuratorskollegiet (KK) - det övergripande samarbetsorganet. Dessa är även uttaxerande huvudmän för Akademiska Föreningen.

## Äldre, ej längre existerande nationer i Lund
- Skånska nationen (verksam cirka 1674–1889)
- Götiska nationen (sammanslagning av Östgöta, Västgöta och Kalmar nationer 1768–1798 samt av Västgöta och Kalmar nationer 1798–1817; namnet användes därefter ensamt av Västgöta nation till 1871). Till minnet av denna nation anordnar Östgöta, Kalmar och Västgöta nation gemensamt den Götiska Festen varje år.
- Gotlands nation (verksam cirka 1776-1787)
- Norrlands nation (verksam cirka 1803–1846)
- Södermanlands nation (verksam 1838–1847)

Härtill fanns under andra världskriget en inofficiell ”dansk nation” bestående av studenter som flytt Danmark under den tyska ockupationen och vilka kunde studera i Lund under kriget. Då nationsobligatorium gällde vid universitetet för samtliga studerande skapades den danska nationen 1943 för att lättare klara av denna anpassning. Nationen upphörde efter krigsslutet 1945.